# Don Carlos (músico)
Ervin Spencer,  mais conhecido pelo nome artístico Don Carlos, (Kingston, 29 de Junho de 1952) é um cantor e compositor jamaicano de reggae.

## Biografia
Don Carlos nasceu em Kingston, em um distrito conhecido com Waterhouse. Um de seus companheiros foi King Tubby, foi um dos fundadores do Black Uhuru, também fundou as bandas The Jays, Junior Reid e King Jammy.
Ele iniciou sua carreira cantando no Black Uhuru em 1973. Cantou com Garth Dennis e Derrick Simpson. Iniciou carreira solo em 1981 regravando algumas músicas anteriores.
Retornou para os vocais do Black Uhuru em 1990 para lançar um álbum.